# Велика Ломниця
Велика Ломниця (словац. Veľká Lomnica) — село в Словаччині, Кежмарському окрузі Пряшівського краю.

## Географія
Розташоване на півночі східної Словаччини в центральній частині Попрадської улоговини. Протікає Скельнатий потік.

## Історія
Вперше село згадується у 1257 році.

## Пам'ятки культури
- римо-католицький костел з 13 століття, збудований в романському стилі, перебудований в стилі готики у 1412 році
- протестантський костел з 1785 року
- бароковий замок (словац. kaštieľ) з 1772 року, перебудований у 20 столітті
- замок в стилі пізнього бароко з кінця 18 століття
- палац (словац. kúria) в стилі пізнього бароко з кінця 18 століття
- пам'ятна дошка Й. Бухольза
- могила Г. Берзевіці

## Населення
| Рік:            | 1994. | 2004.    | 2014.    | 2024.    |
| --------------- | ----- | -------- | -------- | -------- |
| Кількість осіб: | 3252  | 3760     | 4536     | 5529     |
| Різниця:        |       | +15,62 % | +20,63 % | +21,89 % |

| Рік:            | 2023. | 2024.   |
| --------------- | ----- | ------- |
| Кількість осіб: | 5380  | 5529    |
| Різниця:        |       | +2,76 % |

В селі проживає 4303 осіб.
Національний склад населення (за даними останнього перепису населення — 2001 року):
- словаки — 74,92 %
- роми — 22,14 %
- чехи — 0,17 %
- поляки — 0,17 %
- німці — 0,14 %
- угорці — 0,11 %
- українці — 0,06 %

Склад населення за приналежністю до релігії станом на 2001 рік:
- римо-католики — 85,78 %,
- протестанти — 2,04 %,
- греко-католики — 1,48 %,
- православні — 0,28 %,
- гусити — 0,03 %,
- не вважають себе віруючими або не належать до жодної вищезгаданої церкви — 9,91 %